# Tetramorium validiusculum
Tetramorium validiusculum är en myrart som beskrevs av Carlo Emery 1897. Tetramorium validiusculum ingår i släktet Tetramorium och familjen myror. Inga underarter finns listade i Catalogue of Life.

## Bildgalleri

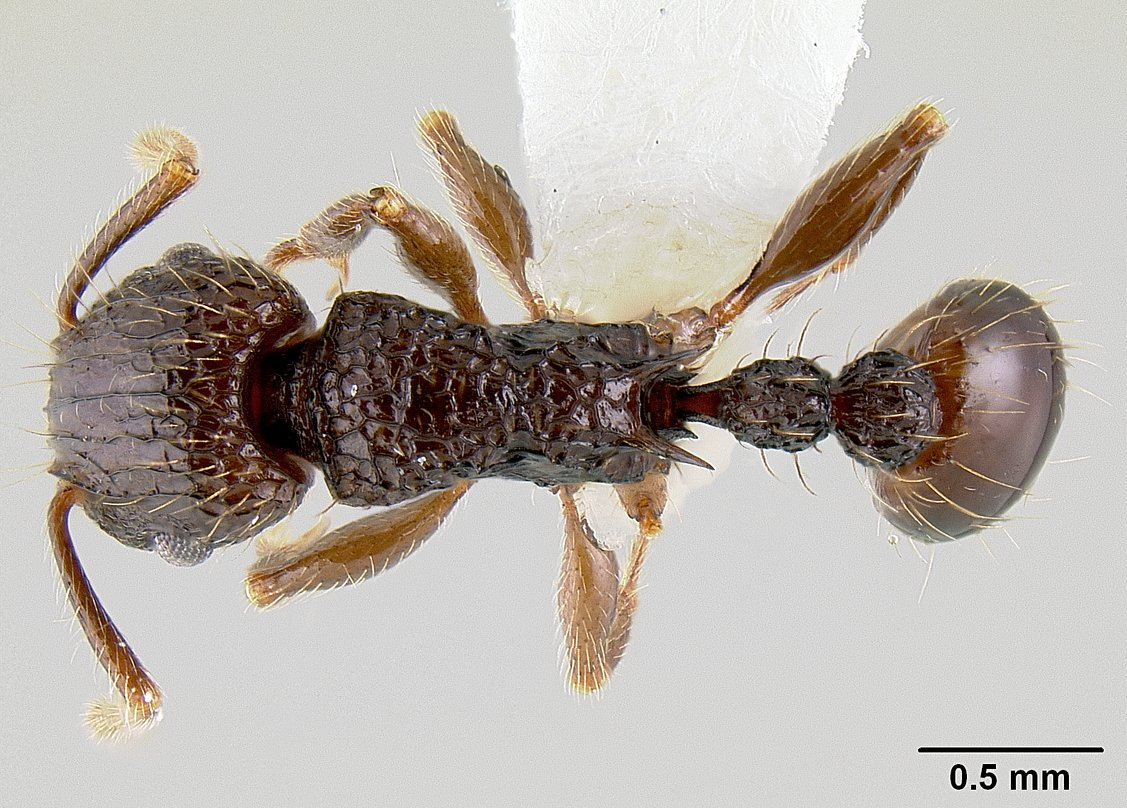
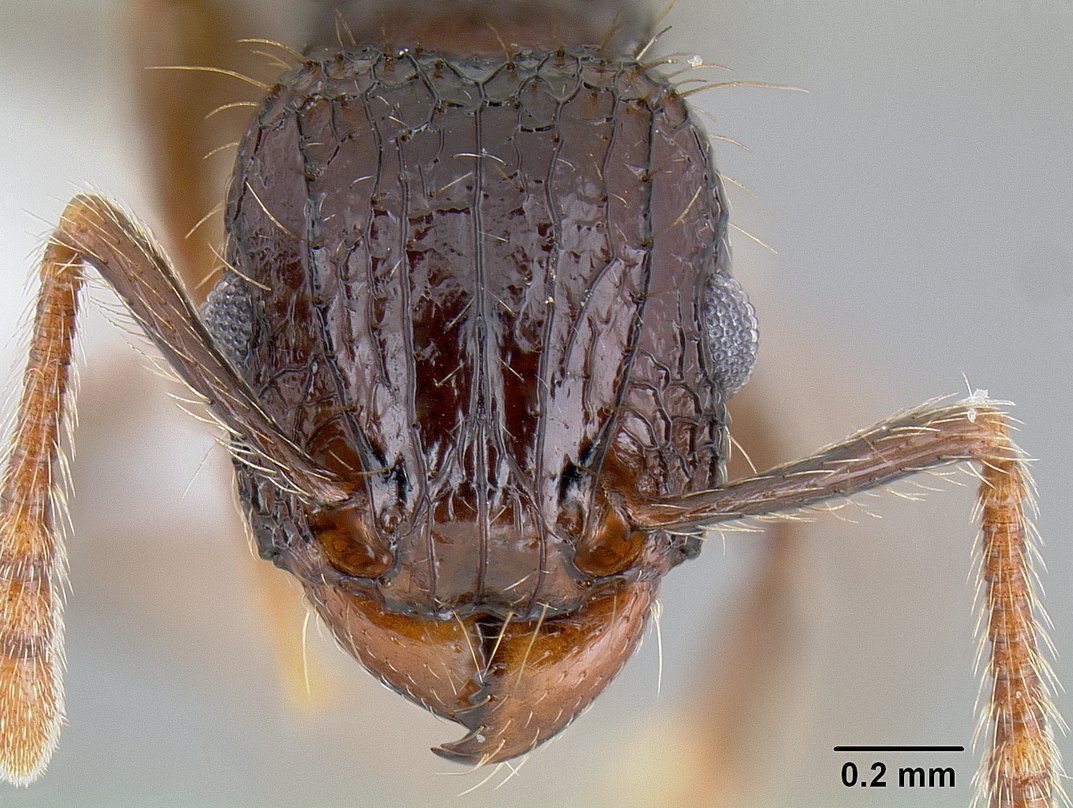
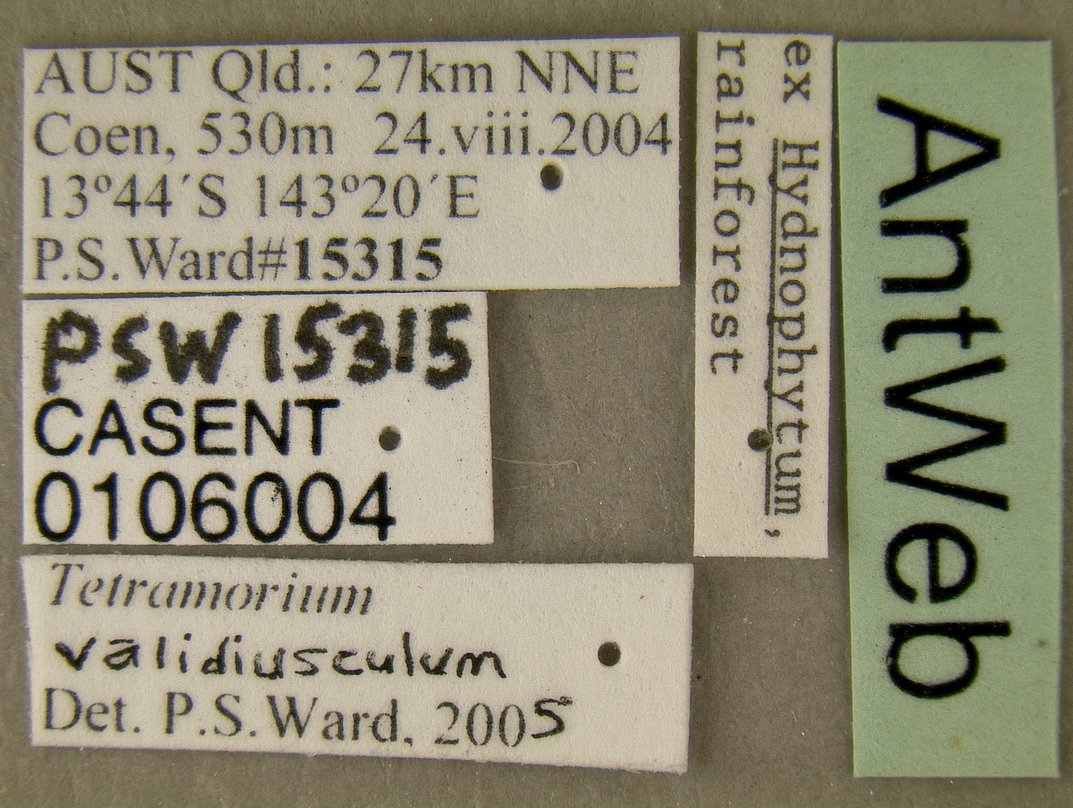
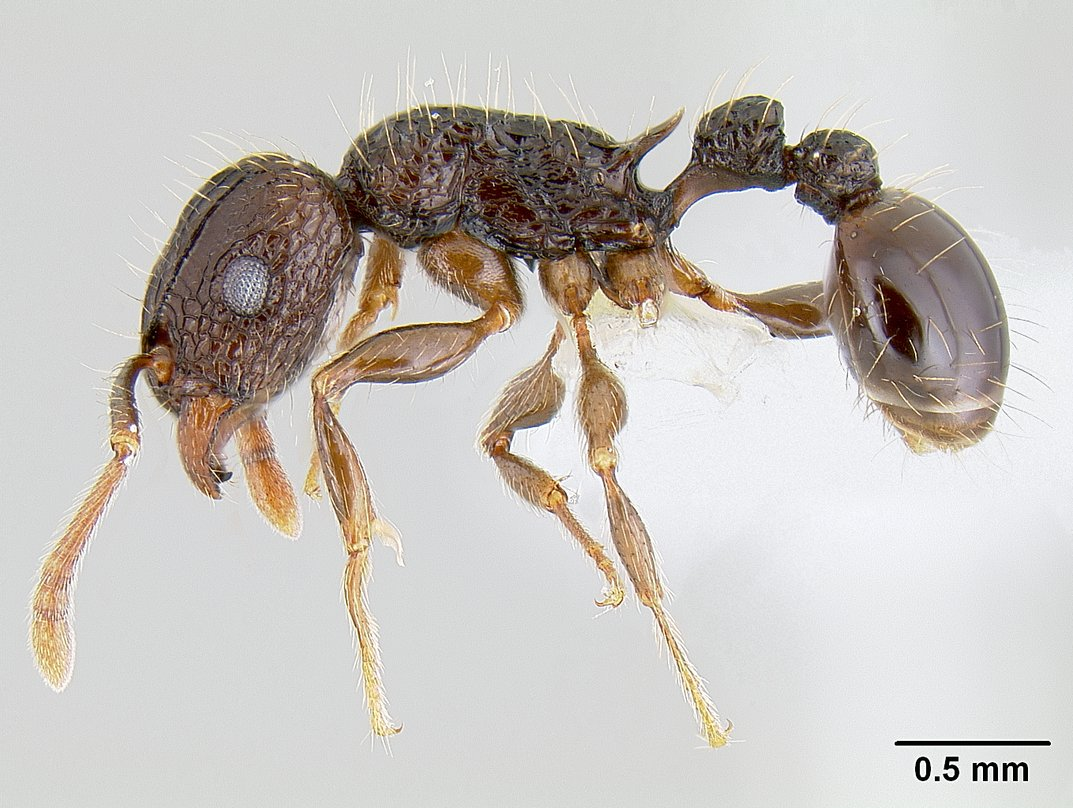